# Hnutí basmačů
Hnutí basmačů neboli Basmačské povstání (rusky Басмачество [Basmačestvo]), oficiální název Turkestánské osvobozenecké hnutí , bylo vojensko-politické a náboženské partyzánské hnutí muslimských národů Střední Asie proti carské a sovětské nadvládě.
Kořeny tohoto hnutí lze hledat ve vzpouře proti odvodům ve Střední Asii v roce 1916, jež vypukla, když carská armáda počala odvádět muslimy pro boje v 1. světové válce. V měsících po Říjnové revoluci se bolševici v mnoha částech Ruska chopili moci, čímž začala ruská občanská válka. Politická hnutí turkestánských muslimů se pokoušela vytvořit ve městě Kokandu ve Ferganské kotlině nezávislou vládu. V únoru 1918 však bolševici zaútočili na Kokand a zmasakrovali přitom až 25 000 lidí. Masakr vyvolal podporu basmačského hnutí. Basmači – název pochází z turkického výrazu pro nájezdníky – vedli jak partyzánskou, tak konvenční válku, která zachvátila značnou část Ferganské kotliny a většinu Turkestánu.
Počátkem 20. let slavilo toto decentralizované hnutí kolísavé úspěchy, avšak rozsáhlá tažení Rudé armády způsobila basmačům do roku 1923 řadu porážek. Po rozsáhlých operacích Rudé armády a ústupcích, jež zavedla sovětská vláda v polovině 20. let a které se týkaly hospodářského a náboženského života, se vojenské štěstí a veřejná podpora začaly od basmačského hnutí odvracet. Odpor vůči ruské vládě a sovětskému vedení se opět více rozhořel v reakci na kolektivizační kampaně počátkem 30. let.

## Pozadí
Před 1. světovou válkou byla ruská Turkestánská gubernie řízena z Taškentu. Ferganská kotlina, jež leží na východ od něj, byla etnicky různorodá, hustě osídlená oblast, o kterou se dělili usedlí rolníci nazývaní též sartové a kočovníci, což byli převážně Kyrgyzové. Za ruské nadvlády se zní stala významná bavlnářská oblast. Díky ekonomickému rozvoji, který s tím souvisel, zde začala vznikat průmyslová malovýroba. Zaměstnanci dílen z řad místních obyvatel však na tom byli hůř než jejich ruské protějšky a podobně nerovné bylo i rozdělování zisků plynoucích z bavlny. Životní úroveň se celkově nezlepšila a mnozí rolníci se zadlužili. V počátcích basmačského povstání ve Ferganské kotlině mnohdy tvořily jeho základnu organizované zločinecké bandy.
Stanovení pevných cen bavlny během 1. světové války celkovou situaci ještě zhoršilo. Záhy začala vznikat početná třída zproletarizovaných venkovských bezzemků. Muslimské duchovenstvo brojilo proti hazardním hrám a alkoholismu, jež se velice rozmohly a staly se běžným zjevem. Značně se rozrůstala i zločinnost.
Větší násilnosti propukly v Turkestánské gubernii v roce 1916, když carská vláda ukončila platnost výjimky zprošťující muslimy povinnosti vojenské služby. To vyvolalo středoasijské povstání se střediskem v dnešním Kazachstánu a Uzbekistánu, které bylo potlačeno pomocí stanného práva. Napětí mezi obyvatelstvem Střední Asie, zejména kazašskými a ruskými usedlíky, vedlo na obou stranách k rozsáhlým masakrům. Zemřely tisíce lidí a další statisíce jich uprchly, většinou do sousední Čínské republiky. Středoasijské povstání z roku 1916 byla první masová protiruská vzpoura ve Střední Asii a připravilo scénu pro domorodý odpor po pádu cara Mikuláše II. v následujícím roce.
Potlačení vzpoury bylo záměrným vyhlazovacím tažením proti kazašskému a kyrgyzskému etniku ze strany ruských vojáků a usedlíků. Byly při tom povražděny nebo vypuzeny statisíce Kazachů a Kyrgyzů. Tato etnická čistka měla své kořeny v politice etnické stejnorodosti prováděné carskou vládou.

## Kokandská autonomie a počátek nepřátelství

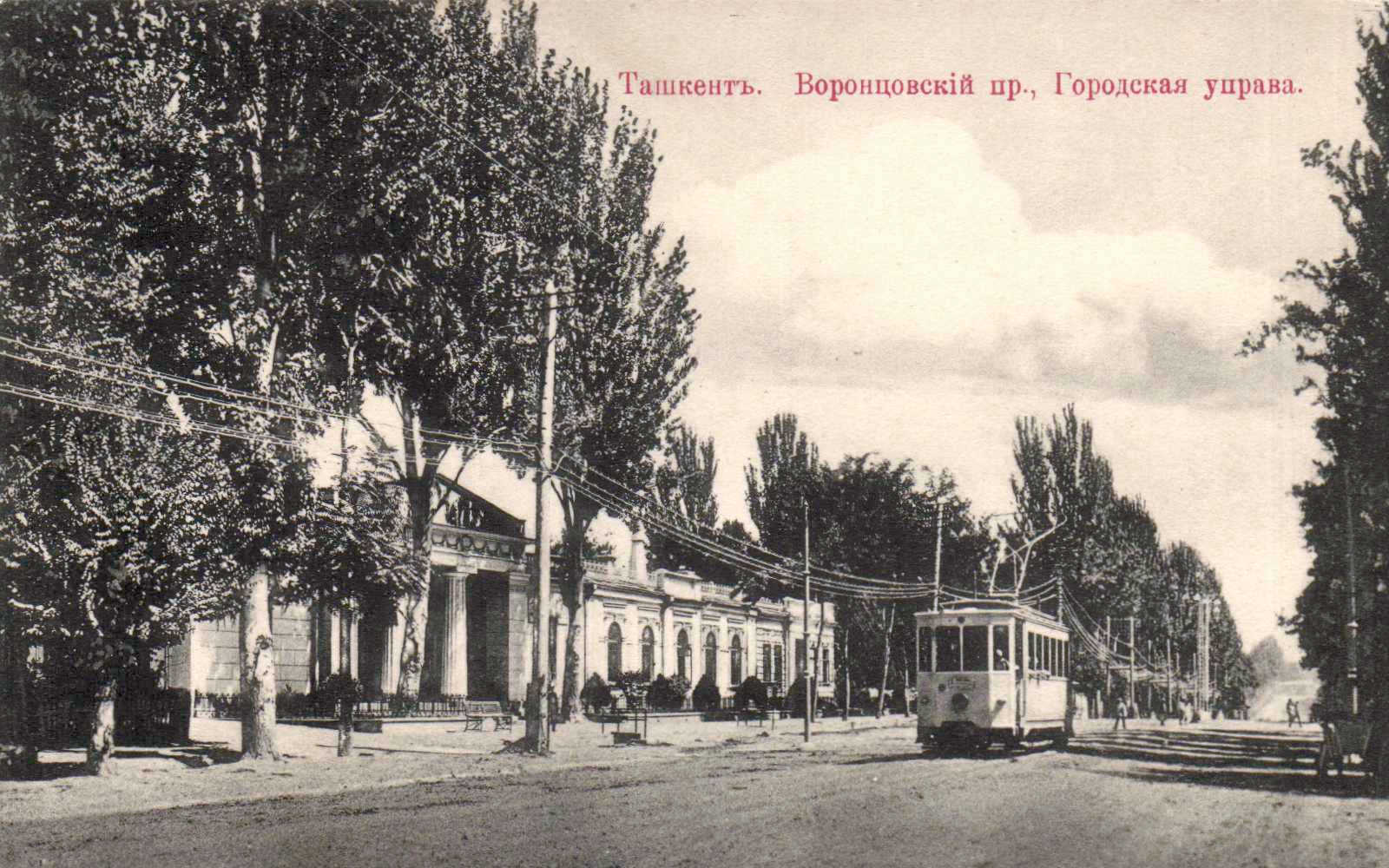
Budova taškentského sovětu v roce 1917

Po únorové revoluci v Rusku v roce 1917 se začaly muslimské politické síly organizovat. Modernistické křídlo muslimské rady vytvořilo Islámskou radu (Šurá-i Islam), která usilovala o federativní demokratický stát, v němž by měli muslimové autonomii. Konzervativnější náboženští učenci zformovali Radu duchovenstva (Šurá-i Ulema), jíž záleželo víc na uchování islámských institucí a náboženského práva šaría. Společně pak tito muslimští nacionalisté vytvořili koalici, která se však po Říjnové revoluci rozpadla, když modernisté podpořili bolševiky, kteří se zmocnili vlády. Taškentský sovět ovládaný ruskými železničáři a proletáři z řad ruských osadníků odmítl účast muslimů ve vládě. Islámská rada, jež se cítila podvedená tímto zjevným příklonem k předchozímu ruskému koloniálnímu systému, se opětovně spojila s Radou duchovenstva a společně vytvořily Kokandskou autonomní vládu. To byl základ nezávislého státu v Turkestánu, který se řídil podle islámského zákona šaría.
Taškentský sovět zpočátku Kokandskou autonomní vládu uznal, ale omezil její pravomoc na muslimskou část starého Taškentu a navíc trval na tom, mít v záležitostech regionálního charakteru poslední slovo. Po bouřlivých nepokojích v Taškentu došlo k rozkolu a přes levicové smýšlení řady členů se vláda přiklonila k Bílému hnutí. Politicky a vojensky slabá muslimská vláda začala hledat ochranu. Proto byla omilostněna skupina bývalých ozbrojených zlodějů vedená Ergašem bejem a naverbována, aby bránili Kokand. Tato jednotka však nebyla s to odolat útoku sil taškentského sovětu. V únoru 1918 vydrancovali vojáci Rudé armády a arménští dašnaci Kokand způsobem, který byl popsán jako pogrom. Zahynulo při něm až 25 000 osob. Tento masakr společně s popravou mnoha ferganských rolníků, které bolševici obvinili z toho, že skrývají zásoby jídla a bavlny, rozlítily muslimské obyvatelstvo. Ergaš bej pozdvihl zbraně proti silám sovětu a prohlásil se za „vrchního velitele islámské armády“. To byl počátek Basmačského povstání.
Rudoarmějci mezitím sesadili bucharského emíra Sajda Mohammada Alima chána a dosadili místo něj skupinu levičáckých mladobucharců vedenou Fajzullou Chodžajevem. Obyvatelé Buchary však ruské jednotky po čase drancování vyhnali a emír získal svůj trůn zpět. V Chivském chanátu svrhl basmačský vůdce Džunajd chán ruskou loutku a potlačil modernizační snahy levičáckých mladochivanců.

## První fáze revolty ve Ferganské kotlině
Duchovenstvo z Ferganské kotliny uznalo Ergaš bejovy nároky na velení armádě věřících, a tak stál záhy v čele značně velkého bojového uskupení. Rozsáhlá znárodňovací tažení vedená z Taškentu způsobila zhroucení ekonomiky a ve Ferganské kotlině zavládl vzhledem k neexistujícímu dovozu obilí hladomor. To vše vedlo lidi, aby se přidávali k basmačům. Taškentský sovět nedokázal povstání potlačit, takže koncem roku 1918 ovládly decentralizované skupiny bojovníků v celkovém počtu asi 20 000 mužů Ferganu a oblast kolem Taškentu. S Ergaš bejem soupeřili další velitelé, jako Madamin bej, kterého podporovaly umírněnější muslimské frakce, ale Ergaš bej si na shromáždění v březnu 1919 podržel formální vedení hnutí.
Vzhledem k ožehavé vojenské pozici Taškentského sovětu nechali bolševici ruské osadníky, aby si zorganizovali vlastní obranu vytvořením takzvané Ferganské rolnické armády. Tak basmačské útoky často vyvolávaly brutální odvetné akce spojených sil Rudé a rolnické armády. Tvrdá politika válečného komunismu však způsobila, že rolníci na taškentský sovět nevražili. V květnu 1919 zformoval Madamin bej koalici s osadníky, jejíž součástí byla dohoda o neútočení a koaliční armáda. Noví spojenci plánovali založit rusko-muslimský stát s dohodami o společné účasti na vládě a o kulturních právech pro obě skupiny. Spory ohledně islámské orientace basmačů vedly nicméně k rozpadu koalice a jak Madamin bej, tak osadníci utrpěli porážky od rudé brigády muslimských Povolžských Tatarů. Krutá zima 1919–1920 obyvatelstvo Ferganské kotliny značně vyčerpala a Madamin bej přeběhl v březnu na sovětskou stranu. Mezitím začal díky liberálnější Nové ekonomické politice (NEP) hladomor v oblasti ustupovat a pozemková reforma spolu s amnestií uklidnily obyvatelstvo kotliny. Následně ztratili basmači kontrolu nad nejzalidněnějšími oblastmi a stáhli se na bezpečnější území.
Klid a pořádek v kotlině však netrvaly dlouho. Během léta 1920 se sověty cítily již natolik bezpečně, že začaly opětovně rekvírovat potraviny a odvádět muslimské brance. Znovu se tedy rozhořelo povstání a vyrojily se nové basmačské skupiny bojující pod praporem islámu. Obnovený konflikt měl za následek rozšíření basmačského hnutí po celém Turkestánu.

## Basmači v Chivě a v Buchaře
V lednu 1920 obsadila Rudá armáda Chivu a nastolila provizorní vládu mladochivanců. Džunajd chán se svými následovníky uprchl do pustiny a tak se zrodilo basmačské hnutí v Chórezmské oblasti. Před koncem roku sesadili rudí vládu mladochivanců a muslimští nacionalisté uprchli k Džunajd chánovi, čímž značně posílili řady jeho bojovníků.
V srpnu téhož roku byl bucharský emír s konečnou platností sesazen, když jednotky Rudé armády dobyly Bucharu. Ze svého afghánského exilu řídil pak emír basmačské hnutí podporované rozhořčeným obyvatelstvem a duchovními. Basmačům, kteří bojovali v emírově zájmu, velel kmenový vůdce Ibrahim bek. Basmačské síly vedly svůj boj v Chivě a Buchaře po delší čas tak úspěšně, že se povstání začalo šířit i do Kazachstánu a na území obývaná Tádžiky a Turkmeny.

## Enver Paša a vrchol basmačského hnutí

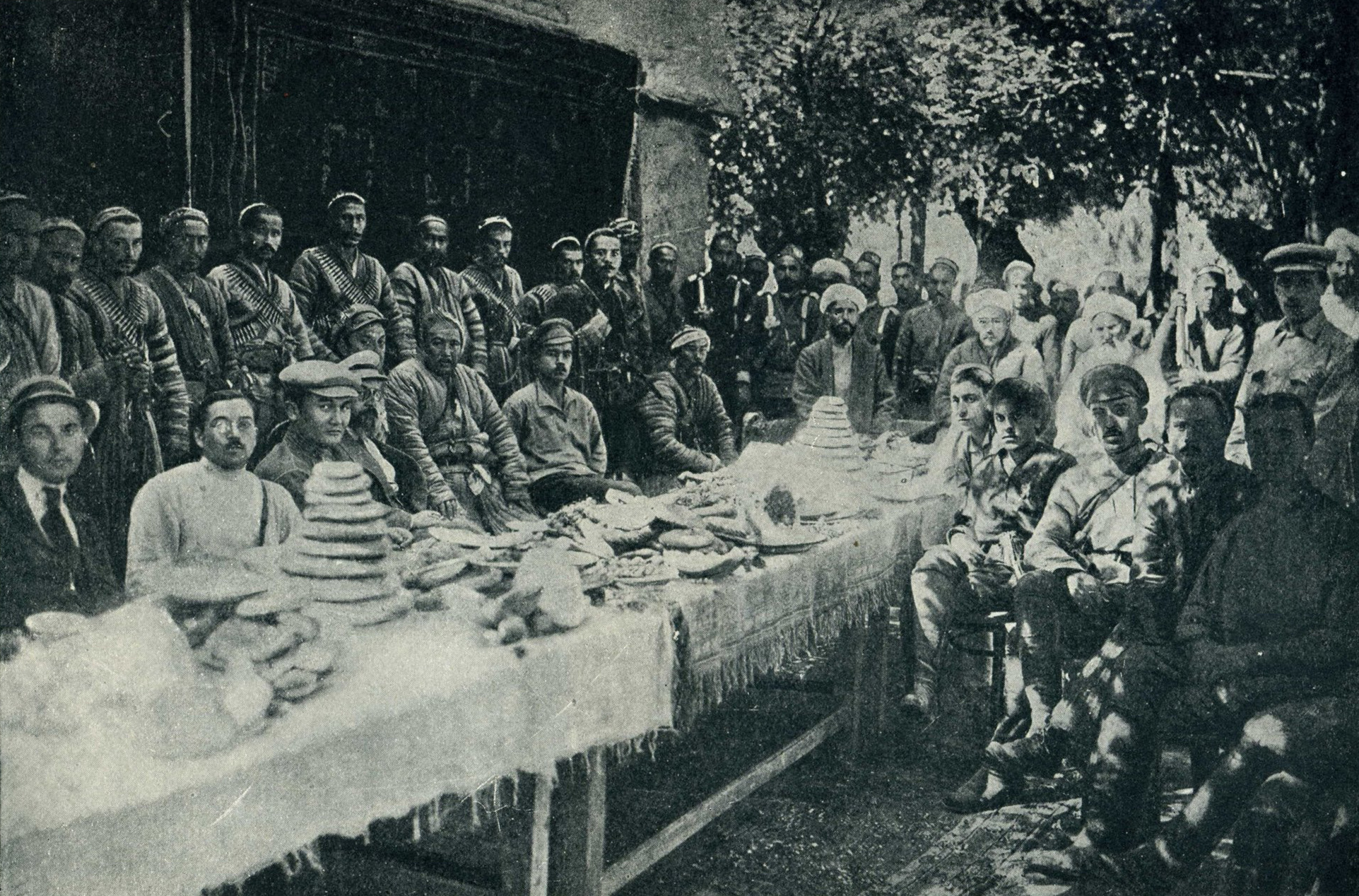
Jednání s basmači, Fergana 1921

V listopadu 1921 dorazil do Buchary generál İsmail Enver, bývalý osmanský ministr války a spolu se svými spoluvládci, pašou Talatem a Džamalem, hlavní strůjce arménské genocidy, aby pomohl válečnému úsilí sovětů. Místo toho však uprchl a stal se jedním z nejvýznamnějších basmačských vůdců. Centralizoval a znovuoživil celé hnutí. Enver Paša hodlal vytvořit všeturkickou konfederaci, jež by zahrnovala celou Střední Asii a k tomu i Anatólii a čínská území. Jeho volání po džihádu vyvolalo značnou podporu, jež mu umožnila přeměnit basmačské partyzánské bojové oddíly v armádu čítající 16 000 mužů. Počátkem roku 1922 kontrolovali již basmači významnou část Bucharské lidové sovětské republiky včetně Samarkandu a Dušanbe. Dunganský muslim Magazy Masanči mezitím dával dohromady dunganský jízdní pluk pro boj proti basmačům na straně sovětů.

## Porážka hnutí

Sovětská Střední Asie v roce 1922

V obavách o úplnou ztrátu Turkestánu použily sovětské úřady k rozdrcení povstání opět dvojí strategii: politickou smířlivost a kulturní ústupky spolu s ohromnou vojenskou silou. Ke kulturním ústupkům patřilo znovuzavedení islámského práva šaría a obnovení medres, škol koránu, a území vakf. Moskva se snažila využít pro boj více místních obyvatel vytvářením dobrovolnických oddílů zeměbrany složených z muslimských rolníků. Podle odhadů tvořili muslimové 15–25 % bojovníků sovětských jednotek v této oblasti. Sověti se spoléhali především na tisíce rudoarmějců – veteránů z ruské občanské války, kteří nyní měli i leteckou podporu. Strategie ústupků a náletů se ukázala jako úspěšná. Když v květnu 1922 Enver Paša odmítl nabídku míru a vydal ultimátum, v němž vyžadoval, aby se veškeré jednotky Rudé armády stáhly do 15 dní z Turkestánu, byla Moskva na konfrontaci dobře připravená. V červnu 1922 porazily jednotky, jimž velel plukovník Nikolaj Kakurin, basmačské síly v bitvě u Kafrunu, načež začala Rudá armáda vytlačovat povstalce směrem na východ. Podařilo se jí přitom získat zpět rozsáhlá území. Enver Paša padl při posledním zoufalém výpadu jízdy 4. srpna 1922 poblíž Balčuanu v dnešním Tádžikistánu. Jeho nástupce Selim Paša pokračoval v boji, ale nakonec byl v roce 1923 nucen uprchnout do Afghánistánu.
V období červenec–srpen 1923 vytlačily sovětské jednotky v rámci mohutné ofenzivy basmače z tádžického Garmu. Ve Ferganské kotlině zůstali basmačští povstalci až do roku 1924. Těmto bojovníkům velel vůdce Kurširmat, který v roce 1920 obnovil povstání. Podle údajů britské výzvědné služby se počet bojovníků, jimž Kurširmat velel, pohyboval mezi 5000 až 6000 muži. Po letech bojů nicméně podpora basmačského hnutí mezi lidem skomírala. Rolníci se chtěli vrátit k práci, zejména v této době, kdy se díky sovětské politice stal život v Turkestánu opět snesitelný. Počet Kurširmatových mužů se scvrkl na pouhých asi 2000, z nichž mnozí se uchýlili k banditství. Sám Kurširmat záhy uprchl do Afghánistánu. Turkestán byl v té době vyčerpán válkou. Z tádžických území uprchlo na 200 000 lidí a zanechalo 2/3 orné půdy opuštěné. Ve Ferganě bylo možné pozorovat menší škody.

## Přeshraniční operace v severním Afghánistánu v roce 1929
V lednu 1929, poté co se během afghánské občanské války dostal k moci, povolil tehdejší afghánský král Habibullāh Kalakāni basmačským povstalcům, aby vedli svůj boj ze severního Afghánistánu, kde se usazovali v městech jako Chánabád, Talikán a Fajzabád. V polovině března 1929 provedli tito bojovníci dva nájezdy na sovětské území. První do oblasti kolem řeky Amudarja jihozápadně od Kulobu, druhý vedl Kerim Berdoi a zúčastnilo se ho 100 bojovníků. Oba nájezdy byly odraženy. Stejně se vedlo i nájezdům 17. března a 7. dubna. 12. dubna však basmačtí povstalci úspěšně překročili řeku Pandž a obsadili město Togmaj. Následovaly Dzafr a Kevron. 13. dubna pak padl Kalaj-Chumb, poté Gašion a 15. dubna také Vanč, který sověti příštího dne získali zpět. 20. dubna obsadili basmači Kalaj-Liabob a následujícího dne, po zuřivé bitvě, Nimči, 35 km východně od Garmu. Mezi 20. a 22. dubnem překročily sovětské hranice další basmačské oddíly. Jedna skupina postoupila až k Tavildaře, načež byla tamějšími strážními oddíly zatlačena 30. dubna zpět. Dne 22. dubna obsadili basmači Garm, který sověti ještě téhož dne nebo dne následujícího dobyli zpět. 24. dubna začala mohutná sovětská protiofenziva. Téhož dne bylo rudoarmějci dobyto město Kalaj-Liabob. K 3. květnu ustoupily poslední basmačské síly zpět do Afghánistánu. V období květen–červen 1929 vtrhly sovětské jednotky do Afghánistánu a podstatně přitom snížily schopnost basmačských bojovníků opětovně zaútočit.

## Charakter hnutí
Profesor Michael Rywkin charakterizoval basmačské hnutí jako národně osvobozenecký boj, jehož cílem bylo ukončit cizí nadvládu nad středoasijskou oblastí tehdy známou jako Turkestán a současně nad chivským a bucharským protektorátem. Výraz basmacı se v turkických jazycích údajně vztahuje k banditům či záškodníkům, jako byly bandy zlodějů, které ve zdejších končinách přepadávaly karavany. Toto označení bývalo často pro svůj hanlivý význam používáno v sovětských pramenech.
Sověti popisovali hnutí jako lupiče podnícené islámským fundamentalismem, kteří vedou kontrarevoluční válku za podpory britských agentů. Ve skutečnosti tvořili basmači velmi rozmanitou skupinu, jíž se dostávalo nevelké zahraniční pomoci. Západní mocnosti nepohlížely na basmače příliš příznivě. Díky panturkistickým a panislamistickým názorům připisovaným některým z jejich vůdců v nich viděly potenciální nepřátele. Některé basmačské skupiny však dostávaly podporu od britské a turecké tajné služby. Sověti proto vytvářeli speciální maskované vojenské jednotky, jejichž úkolem bylo těmto dodávkám bránit.
Přestože řada povstaleckých bojovníků byla motivována voláním po džihádu, dostávalo se basmačům podpory z rozličných názorových táborů a od různých skupin obyvatelstva. V určité době tak přitáhli pozornost umírněných sunnitských džadidistů, panturkických ideologů či levicových turkestánských nacionalistů. Zemědělci a kočovníci, kteří dlouho čelili ruské koloniální nadvládě, přijímali s nevraživostí sovětskou protiislámskou politiku a rekvírování potravin a hospodářského zvířectva. Skutečnost, že hlavními nositeli bolševických idejí v Turkestánu byli především ruští kolonisté v Taškentu, způsobovala, že carská a sovětská vláda připadaly zdejším obyvatelům totožné. V řadách basmačů bylo mnoho těch, kteří zůstali díky špatným ekonomickým podmínkám bez práce a těch, kdo pociťovali, že je ohrožen jejich způsob života. První basmačtí bojovníci byli, jak napovídá jejich název, bandité, a jak se hnutí posléze začalo rozpadat, k lupičství se opět vraceli. Ačkoli bylo hnutí v určitých momentech relativně jednotné, celkově trpělo značnou rozdrobeností. Soupeření mezi různými vůdci s sebou přinášelo řadu problémů, ještě vážnější rozpory vznikaly z etnických sporů mezi Kyrgyzy a Uzbeky nebo Turkmeny.

## Následky
Místní vůdci začali spolupracovat se sovětskou mocí a velké množství Středoasijců vstoupilo do řad sovětské komunistické strany, která uplatňovala leninskou a stalinskou národnostní politiku. Mnozí z nich zaujali vysoká místa ve vládách Uzbecké, Tádžické, Turkmenské a Kyrgyzské a Kazašské sovětské socialistické republiky (SSR) a autonomní sovětské socialistické republiky (ASSR). V průběhu sovětizace Střední Asie se islám stal terčem protináboženských kampaní. Vláda uzavřela většinu mešit, pronásledovala islámské duchovní a zaměřovala se proti symbolům islámské identity, jako je zahalování. Uzbekové, kteří se nevzdali islámu, byli označováni za nacionalisty a často bývali vězněni a popravováni. Stalinistická kolektivizace a industrializace probíhala stejně jako kdekoli jinde v Sovětském svazu.

### Působení basmačů po sovětském vítězství
Poté, co bylo basmačské hnutí jako politická a vojenská síla zlikvidováno, pokračovali bojovníci, kteří se skrývali v hornatých oblastech, v partyzánské válce. Basmačské povstání zaniklo ve většině oblastí Střední Asie do roku 1926, nicméně šarvátky a příležitostné potyčky podél hranic s Afghánistánem pokračovaly až do počátku 30. let. Džunajd chán ohrožoval roku 1926 Chivu, ale byl zatlačen a v roce 1928 s konečnou platností zahnán do exilu. Dva přední basmačtí vůdci, Fajsal Maksum a Ibrahim bek pokračovali v boji ze severního Afghánistánu a v roce 1929 provedli řadu nájezdů na území Tádžické SSR. Ibrahim Bek nakrátko obrodil hnutí, když se zdvihl odpor způsobený násilnou kolektivizací, a podařilo se mu zabrzdit v Turkmenistánu tyto snahy až do roku 1931. Brzy však byl polapen a popraven. Hnutí poté z velké části odeznělo. K poslední velké basmačské akci došlo v říjnu 1933, kdy byly v poušti Karakum rozdrceny Džunajd chánovy síly. Basmačské hnutí tak do roku 1934 zcela skončilo.

## V kultuře
Basmačské povstání bylo námětem několika tzv. „rudých westernů“, jako byly filmy Věrný Džulbars (1935), Bílé slunce pouště (1970), Sedmá kulka (1972), Červené máky Issyk-Kulu (1972), Stalo se v Kokandu (1977), Nepřemožitelný (1983) či TV seriál Státní hranice (1980).